# 貝布拉瓦河畔巴諾夫采區
48°39′9″N 18°15′33″E / 48.65250°N 18.25917°E

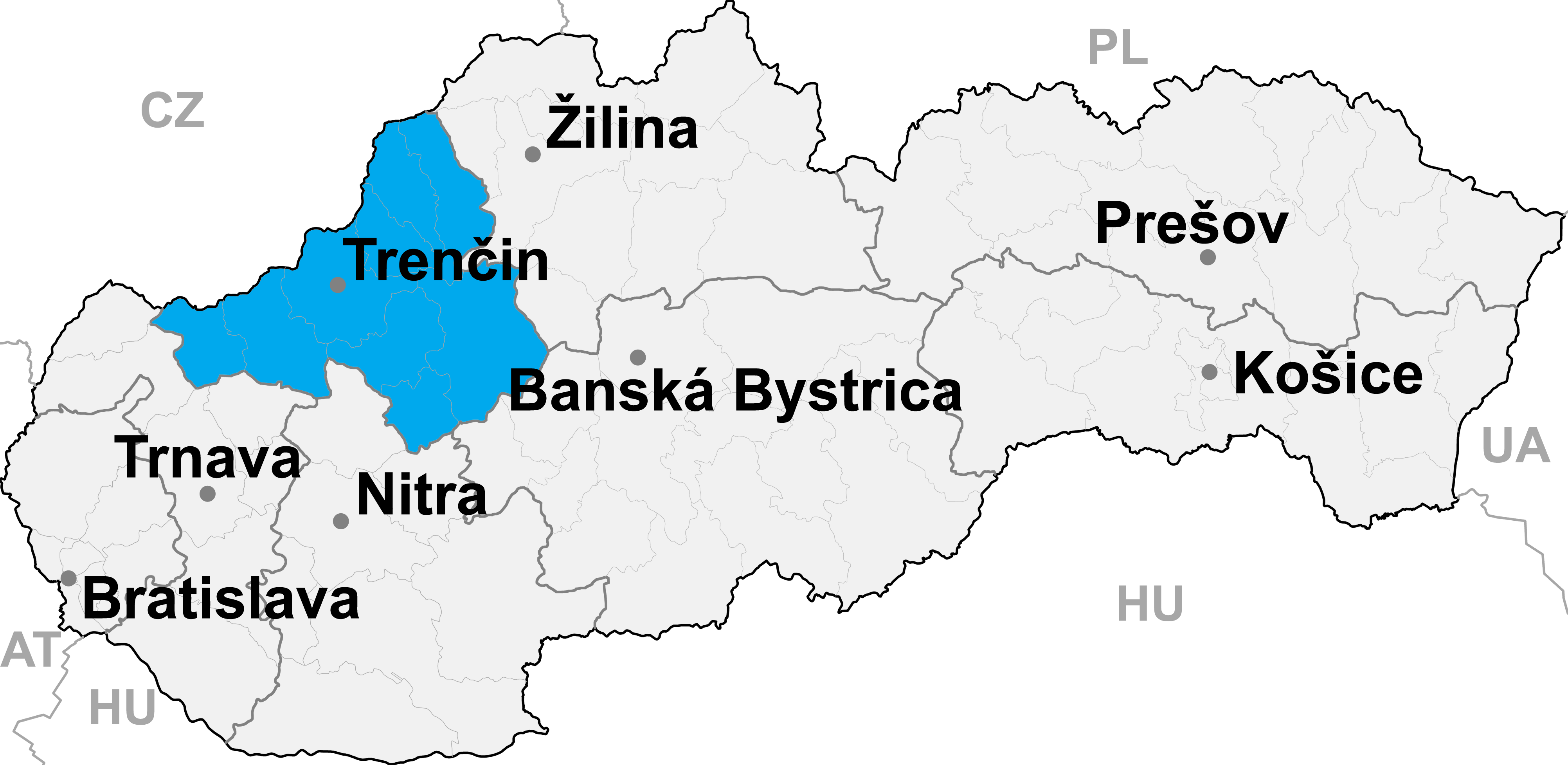

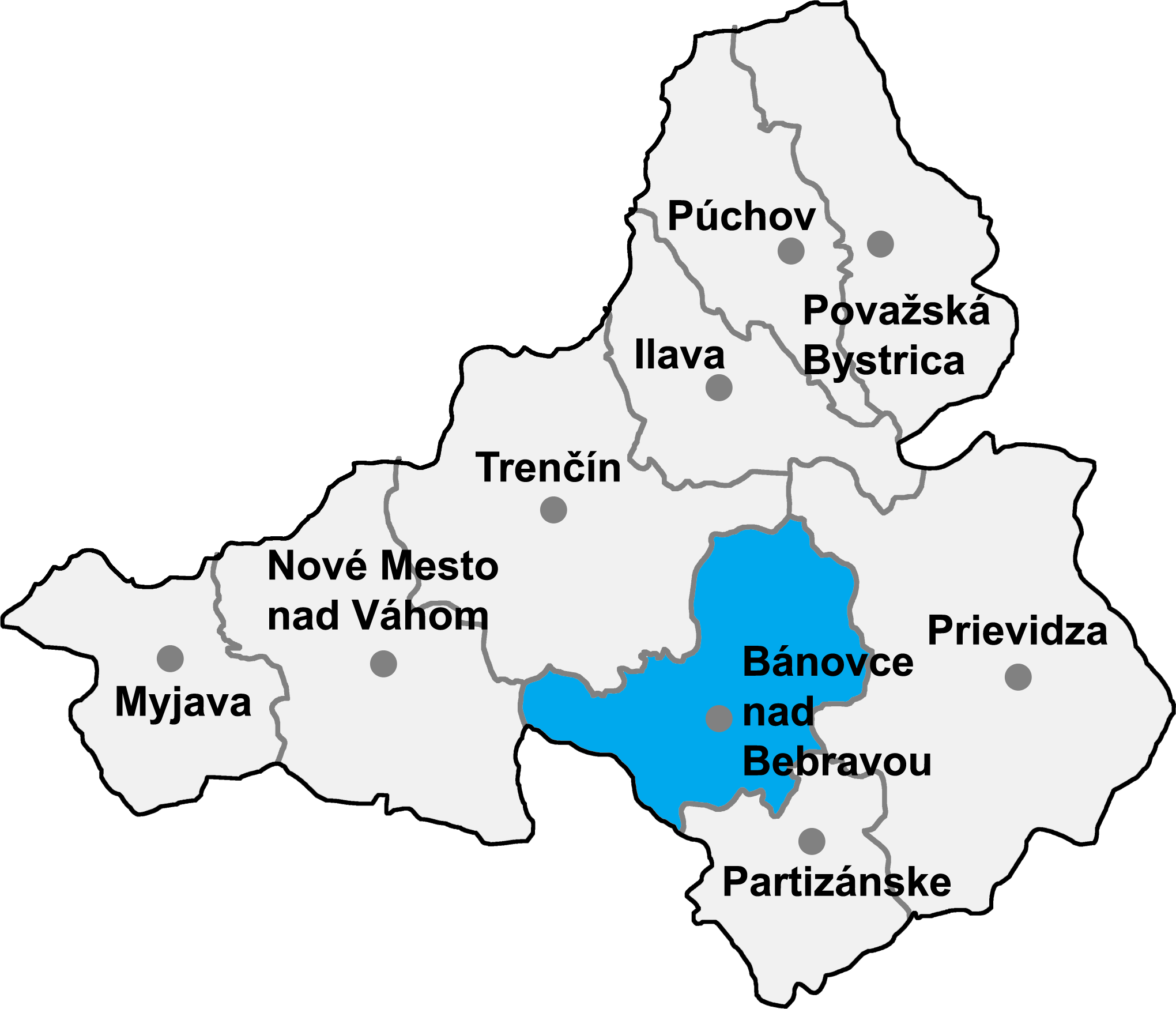

貝布拉瓦河畔巴諾夫采區，是斯洛伐克的一個區，位於該國西部，由特倫欽州負責管轄，面積462平方公里，2008年該區人口38,046，人口密度每平方公里82人。